# Інгульська шахта
Шахта «Інгульська» — структурний підрозділ Східного ГЗК, найбільша з уранових шахт України. Веде видобуток руди з Мічуринського і Східної зони Центрального родовища. Забезпеченість запасами, при продуктивності шахти на рівні 2000 року становить близько 15 років.

## Опис
Розташована у селі Неопалимівка Кропивницького району. Директор — Малишевський Ігор Володимирович.
Родовище Мічуринське почали освоювати в 1965 році з проведенням головних стволів «Північний» і «Південний», які увійшли до експлуатації в 1973 році. Паралельно з використанням розвідувального ствола «Допоміжний» розкривали і готували запаси на глибині 90-150 м, де зосереджено 30 % руди.
Підготовку покладів Північно-західної зони, найвіддаленішої від річки, почали в 1967 році, а в 1970 році приступили до відробітку перших дослідних блоків видаючи руду у клітях по стволу «Допоміжний». Очисні роботи ведуться в поверсі 280.210 м. Руда видається кліт'євим підйомом ствола «Північний». Родовище Центральне розкрите двома стволами «Розвідуючо-Експлуатаціний № 4 і 5», які пройдені на глибину 1048 і 336 м, відповідно, а закладний шурф — 160 м. Горизонтальними виробленнями родовище розкрите на горизонтах 160, 230 і 300 м. Висота відпрацьованого поверху 70 м. Очисні роботи ведуться в поверхах 410, 500.590 і 590.680 м, а гірничокапітальні — в поверхах 680.770 і 770.950 м. Така схема розтину Центрального родовища дозволила транспортувати руду під землею до ствола шахти «Північна» Мічурінського родовища, не використовуючи поверхні шахт. «Розвідуючо-Експлуатаціний № 4 і 5» для спорудження рудосортівної установки, розміщення відвалів порожніх порід і складів забалансових руд.
Шахта «Інгульська» знаменита тим, що добуває частину руди прямо під обласним центром — містом Кропивницьким. Фактично це ціле підземне місто, яке розробляє два уранові родовища: Мічурінське і Центральне. Шахта має п'ять вертикальних стволів, а для обслуговування віддаленого Мічурінського родовища прорито підземний тунель завдовжки декілька кілометрів.
Кропивницька місцева преса постійно повідомляє про те, в яких районах міста ведеться розробка пластів. Діяльність шахти не викликає в мешканців міста захвату, проте після 40 років роботи протестів місцевих жителів немає. Коштом підприємства у Кропивницькому побудували побутові котельні, лінію газопроводу. Крім того, шахта зіграла велику роль в зведенні пожежної частини Кропивницького. Протягом всієї історії існування цієї шахти були перераховані мільйони гривень у вигляді податків і зборів. Це відіграло велику роль у розвитку міста.